# Jean-Baptiste Le Gendre
Jean-Baptiste Le Gendre (París, principis de segle XVI - ?) fou un teòric i compositor francès. Fou chantre de la Capella Reial de Francesc I i d'Enric II. En el Dixiesme livre, contenant XXIIII chansons nouvelles à quatre parties en deux volumes, publicat a París el 1545, s'hi troben dues composicions de Le Gendre, el qual, a més, és autor de l'obra teòrica Briefve introduction en la musique, tant au plain-chant que choses faictes.